# Граф, Джон
Джон Д. Граф (англ. John D. Graf, родился 3 декабря 1968 в Ванкувере) — канадский регбист, выступавший на позиции скрам-хава.

## Биография

### Игровая карьера
Окончил университетскую школу Святого Михаила и Университет Британской Колумбии, выступал за команду Британской Колумбии на уровне провинций. Играл за канадский клуб «Олд Бойз Рэйвенс», французский «Деказвиль» и валлийский «Бридженд Рэйвенс». За сборную Канады дебютировал 2 сентября 1989 года в Виктории матчем против второй сборной Ирландии. Сыграл 54 матча, набрал 89 очков. Последнюю игру провёл 24 октября 1999 года в Тулузе против Намибии. Участник трёх чемпионатов мира по регби (1991, 1995 и 1999), а также дважды играл на чемпионатах мира по регби-7 в 1993 и 1997 годах (капитан команды в 1997 году). В 2001 году играл за команду Британской Колумбии в матче против Англии (поражение 19:41).
Член Регбийного зала славы Британской Колумбии с 2009 года. Член Регбийного зала славы Канады с 2020 года.

### Стиль игры
Выступал на четырёх позициях: винга, центра, флай-хава и скрам-хава, отличался мощными ударами с обеих ног, забивал дроп-голы и штрафные.

### Личная жизнь
Со своей гражданской супругой Анной живёт более 10 лет, воспитал двоих детей. 12 марта 2019 года сделал ей предложение. Работает в ванкуверской строительной компании CDC Construction Ltd.